# Gaspar Frutuoso
Gaspar Frutuoso (Ponta Delgada, Azores, Portugal 1522; Ribeira Grande, Azores, Portugal 1591), fue un historiador, sacerdote y humanista portugués. Licenciado en Artes y Teología por la Universidad de Salamanca fue el primer historiador de las Azores.
Nacido en la entonces villa de Ponta Delgada, Isla de San Miguel, era hijo de Frutuoso Dias, mercader y propietario rural, y de su mujer Isabel Fernandes. No se conoce su fecha exacta de nacimiento puesto que no había registros en esas fechas. Sin embargo se sabe que sus padres pertenecían a la pequeña aristocrácia rural.
Autor de la obra, Saudades da Terra, en cuyos 6 libros se ofrece una detallada descripción topográfica e histórica de Macaronesia, principalmente los archipiélagos de las Azores, Madeira y Canarias, así como referencias a Cabo Verde y otras regiones atlánticas.  